# Cummingston
Cummingston är en by i Moray i Skottland. Byn är belägen 10 km 
från Lossiemouth. Bosättningen grundades 1808. Orten har 162 invånare (2001).